# Amplinus chitarianus
Amplinus chitarianus är en mångfotingart som först beskrevs av Chamberlin 1933.  Amplinus chitarianus ingår i släktet Amplinus och familjen Aphelidesmidae. Inga underarter finns listade i Catalogue of Life.